# Comuna Fredensborg
Fredensborg (Fredensborg Kommune) este o comună din regiunea Hovedstaden, Danemarca, cu o suprafață totală de 112,13 km² și o populație de 39.585 de locuitori (2014).